# شعيمط الأولى (عنافجة)
شعيمط الأولى (بالفارسية: شعیمط یک) هي قرية وتقع في إيران في قسم عنافجة الريفي. يقدر عدد سكانها بـ 57 نسمة .